# Noël Regnault

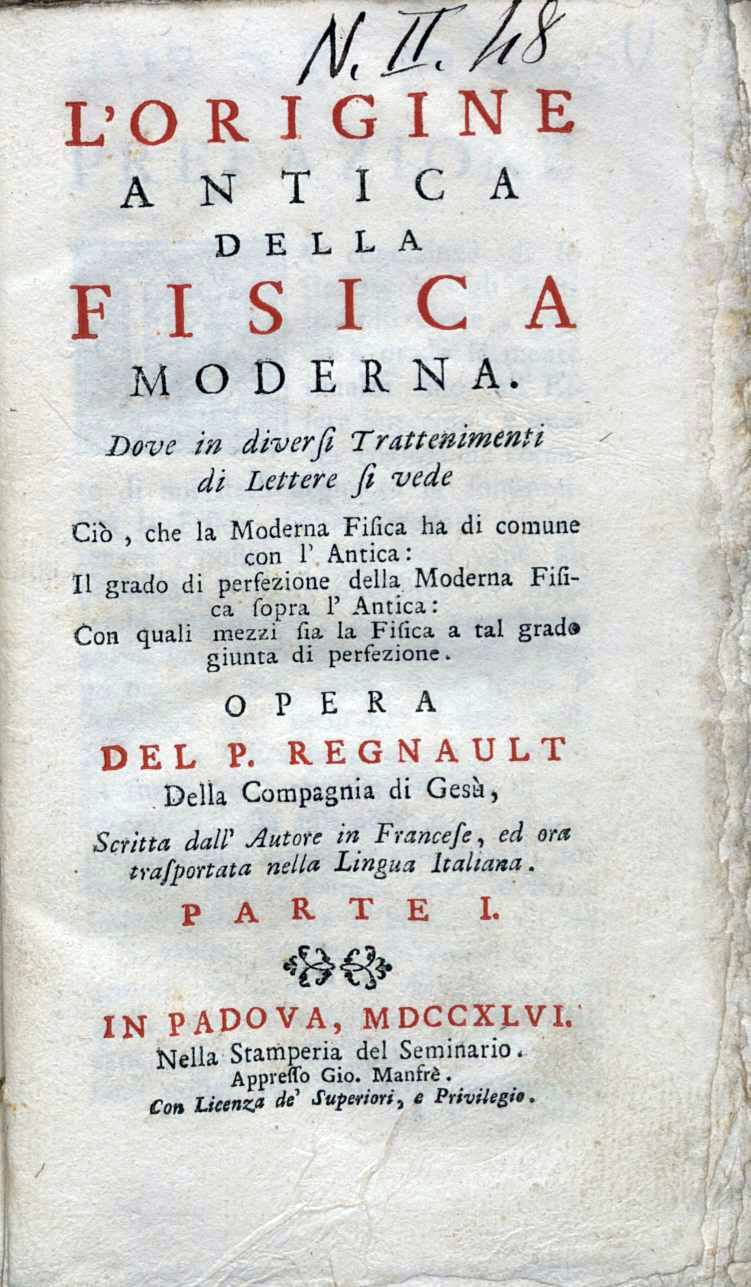
L'origine antica della fisica moderna, 1746

Noël Regnault (Arras, 5 settembre 1683 – Parigi, 14 maggio 1762) è stato un gesuita e fisico francese, noto per aver composto l'opera L'origine antica della fisica moderna (L'origine ancienne de la physique nouvelle).

## Biografia
Noël Regnault, divenne membro della compagnia di Gesù iniziando il noviziato il 16 ottobre 1702. Fu un fisico e professore di matematica a Parigi al Lycée Louis-le-Grand.
Nel 1729 pubblicò la prima edizione dell'Entretiens physiques.

## Opere
- Trattenimenti fisici d'Aristo e d'Eudosso, o sia, Fisica nuova in dialoghi..., 1736
- L'origine antica della fisica moderna, 1746
- Physicæ Recentioris Origo Antiqua, 1755